# Jan Hołub
Jan Hołub (Breslavia, 21 marzo 1996) è un nuotatore polacco.

## Biografia
Ai Campionati europei di nuoto di Glasgow 2018, pur non disputando la finale, ha vinto, con i connazionali Jan Świtkowski, Konrad Czerniak, Jakub Kraska e Kacper Majchrzak, la medaglia di bronzo nella staffetta 4x100 metri stile libero.

## Palmarès
- Europei:

Glasgow 2018: bronzo nella 4x100m sl.
- Europei giovanili

Dordrecht 2014: oro nei 100m sl e argento nei 50m sl.